# Hüseyin Cahit Yalçın
Hüseyin Cahit Yalçın (1874-1957) fou un periodista, polític i escriptor turc. Favorable als Joves Turcs va fundar el diari Tanin que fou l'òrgan del Comité Unió i Progrés; després es va oposar a Ataturk. Del 1924 fins al 1938 va evitar escriure sobre política, però després fou diputat de la Gran Assemblea Nacional de Turquia (1939-1950) i va tornar a publicar el diari Tanin; després fou redactor d'Ulus, òrgan del Partit Republicà del Poble. Detingut (1954) fou alliberat poc després i va morir a Istanbul el 1957. Les seves novel·les foren escrites abans de 1908; després d'aquesta data fou escriptor polític.